# Bubba Shobert
Don Wayne "Bubba" Shobert est un ancien pilote moto américain né le 29 janvier 1962 à Lubbock, Texas. Champion du Superbike  en 1988, sa carrière prometteuse prit fin au bout de 4 grands prix en championnat du monde à la suite d'un très grave accident.

## Biographie
Considéré comme l'un des meilleurs pilotes américain de sa génération il a piloté pour Suzuki pendant de nombreuses années aux États-Unis. Il débute en 1980 par le dirt-track ou il devient dès 1982 Rookie of the year, l'un des meilleurs américain en remportant le titre mondial en 1985 et 1987, avant de passer au circuit et de conquérir le titre en 1988. En seulement une année il parvient en championnat du monde où il sera sponsorisé par Camel et Honda. En 1989 il est engagé pour faire équipe avec Eddie Lawson qui le considère comme son successeur. Après un super début de saison où il se met rapidement en évidence en finissant 5e de son premier grand prix en 1988 alors qu'il était Wild-Card, la saison 1989 est un peu plus compliquée il pilote pour Honda et non Suzuki et la moto est un 500 mais elle est à deux temps et n'a donc pas de frein moteur. 
Sa carrière si prometteuse va tragiquement s’interrompre lors de son grand prix national, alors qu'il est en bataille avec Eddie Lawson pour le gain de la huitième place. Après l'arrivée Kevin Magee qui luttait pour la troisième place tombe en panne sèche. Par dépit il décide de faire un burnout pour épuiser ce qui lui reste de carburant. Mais il ne s’aperçoit pas qu'il est suivi de près par plusieurs pilotes. C'est à ce moment-là qu'arrivent Eddie Lawson et Bubba Shobert qui viennent de finir coude à coude et qui aveuglés ne peuvent pas piller en catastrophe pour réduire la violence du choc désormais inévitable. Si Lawson a le réflexe de faire un écart et s'en tire avec des blessures mineures, Shobert percute Magee de plein fouet. Les motos sont désintégrées sous l'effet du choc. Si Magee n'est que légèrement blessé et reussi à ramper pour se mettre en sécurité. Shobert est immobile au milieu des débris. Lawson stoppe en catastrophe et porte secours à son coéquipier qui ne répond plus victime d'un très grave traumatisme crânien et de nombreuses fractures. Magee lui conscient de sa bêtise pleure. Malgré l'état dans lequel il est évacué Shobert survivra après un mois dans le coma et réussira à retrouver tous ses moyens. Mais il ne repilotera plus jamais en Grand Prix. Magee sera lui-même victime d'un très grave accident en 1990.

## Palmarès
- Deux fois champion du monde de Dirt-Track

- Champion des États-Unis du Superbike en 1988

- 23 points en quatre grands prix.